# 春木大方
春木大方（はるきのおおかた、生年不詳 - 寛永13年12月8日（1637年1月4日））は、戦国時代から江戸時代初期にかけての女性。吉川元長の正室で、父は毛利氏の重臣である宍戸隆家。母は毛利元就の次女・五龍局。兄に宍戸元秀、姉に河野通宣室の天遊永寿、妹に毛利輝元正室の南の大方（清光院）がいる。安芸国山県郡春木村に居住したことから「春木大方」と呼ばれた。法名は久昌院惟徹妙源大姉。

## 生涯
安芸国の国人で毛利氏の重臣となる宍戸隆家の次女として生まれる。母は毛利元就の次女である五龍局。
吉川元春の嫡男・吉川元長と婚姻し、吉川氏の居城である日野山城下の春木村に居住した。
天正15年（1587年）6月5日に九州出兵中の吉川元長が死去すると、吉川氏の家督は元長の弟である吉川経言（後の吉川広家）が相続し、春木大方は実家の宍戸家に戻った。
その後、周防国玖珂郡岩国に移り住んだ後、寛永13年（1636年）12月8日に周防国吉敷郡山口の天花村において死去し、山口の上宇野令滝の大梅山大通院に葬られる。
享保20年（1735年）10月、山口において春木大方の百年忌の法要が執り行われ、萩藩からは藩主・毛利宗広の代理として野村藤左衛門が焼香を行った。